# 서유헌
서유헌(徐維憲, 1948년 2월 8일~)은 대한민국의 의사 및 신경과학자로서 뇌의 연구 및 신경과학 분야의 연구에 주력하고 있다. 뇌질환 연구에 대한 공로를 인정받아 2009년에 대한민국 최고과학기술인상을 수여받았다.

## 생애
서울대학교 의과대학을 1973년에 졸업하였다.
1981년에 동대학원 약리학과 박사학위를 취득하였다. 서울대학교 신경과학연구소장, 한국뇌연구원 원장을 역임하였다.

## 연구
치매의 원인에 관하여 ‘C단 단백질 학설과 새로운 유전자 S100a9’을 제시해 치매와 뇌질환 연구에 새로운 시야를 선보였다. 이런 공로를 인정받아 2009년 대한민국최고과학기술인상, 세종문화상, 5․16 민족상, 과학기술훈장 웅비장 등을 수상하셨으며 21세기 한국의 꿈 21인(MBC)에 선정되었다.
뇌의 연구에 관한 200여 편의 논문을 발표하였으며 6개의 SCI급 학술지의 편집위원으로 활동하고 있다.

## 활동
서유헌은 그 밖에 대통령주재 국가과학기술위원회 위원, 국가 생명공학종합정책 심의위원, 정부 교과교육과정개정 TF위원, 뇌 연구촉진법 제정 준비위원장, 국가 뇌연구원 설립 추진단장, 그리고 한국 뇌학회 초대회장을 역임하였다.
또 아시아 대양주 신경과학회 회장, 국가 뇌연구촉진 심의위원, 한국 뇌과학 올림피아드 위원장, 한국 마음두뇌 교육협회장, 대한퇴행성 질환 학회장, 서울대학교 신경과학연구소장, 과기부 치매정복창의연구단장, 한국인지과학회장 등을 역임하면서 국내 뇌연구기관들에서 활동하였다.
국제적으로는 국제뇌연구학 (IBRO) 아시아태평양위원회(APRC) 위원, 국제 인간프론티어과학(HFSP)기구 본부이사로 등으로 활동하기도 하였다.

## 저술
저술에도 주력하여 「머리가 좋아지는 뇌과학 세상」, 「나는 두뇌 짱이 되고 싶다.」, 「천재아이를 원한다면 따뜻한 부모가 되라」, 「잠자는 뇌를 깨워라」, 「두뇌 장수학」,「내 아이의 미래가 달라지는 엄마표 뇌교육」등 40여 권의 뇌과학 도서를 출판하는 등 과학의 대중화에도 기여하여 한국 과학기술도서상 저술상(1997)을 수상하였다.

## 주요경력
- 2012. 07 - 현재: 한국뇌연구원 원장
- 2008 - 현재: 국제뇌연구학회(IBRO) 아시아태평양위원회(APRC) 위원
- 2007. 12 - 2008. 05: 국가과학기술위원회(위원장: 대통령), 위원
- 2005. 01 - 현재: 국제 HFSP(인간프론티어과학)기구, 본부이사

## 수상
- 2009년 대한민국최고과학기술인상
- 2004년 5. 16 민족상
- 2002년 과학기술훈장 웅비장
- 1997년 세종문화상